# Ismael Kirui
Ismael Kirui (Kenia, 20 de febrero de 1975) fue un atleta keniano, especializado en la prueba de 5000 m en la que llegó a ser campeón mundial en 1993 y en 1995.

## Carrera deportiva
En el Mundial de Stuttgart 1993 ganó la medalla de oro en los 5000 metros, con un tiempo de 13:02.75 segundos, llegando a la meta por delante de los etíopes Haile Gebrselassie y Fita Bayisa.
Y dos años más tarde, en el Mundial de Gotemburgo 1995 volvió a ganar el oro en los 5000 metros, por delante del marroquí Khalid Bouhlami y de su compatriota el también keniano Shem Kororia.